# بخش برانزویک هیلز، شهرستان مدینه، اوهایو
بخش برانزویک هیلز (به انگلیسی: Brunswick Hills Township) یک منطقهٔ مسکونی در ایالات متحده آمریکا است که در شهرستان مدینا، اوهایو واقع شده‌است.
 بخش برانزویک هیلز ۳۲٫۳ کیلومتر مربع مساحت و ۵٬۴۶۹ نفر جمعیت دارد و ۳۲۴ متر بالاتر از سطح دریا واقع شده‌است.